# Diridari
Diridari bezeichnet in der bairischen Mundart Zahlungsmittel jeglicher Art (etwa im Sinn der Wörter Kohle, Kies, Knete, Kleingeld oder Moos). Obwohl mit Diridari oftmals das Bargeld (Münzen, Scheine) bezeichnet wird, kann damit auch die allgemeine Zahlungsfähigkeit einer Person gemeint sein.

## Herkunft
Nach dem Neuen Bayerischen Wörterbuch von Franz Ringseis ist ‚Diridari‘ aus Diradey (ein Gemisch aus Weizen und Gerste) entstanden. Die Menge dieses Korngemisches war ein Maß des Reichtums eines Landwirtes.
Im östlichen Teil Österreichs ist mundartlich (Loh-)Diridari (‚Lochdiridari‘) für ‚Bohrer‘ überliefert, was eine Grundbedeutung ‚Verquirltes, Mischmasch‘ vermuten lässt.

## Anwendungsbeispiel

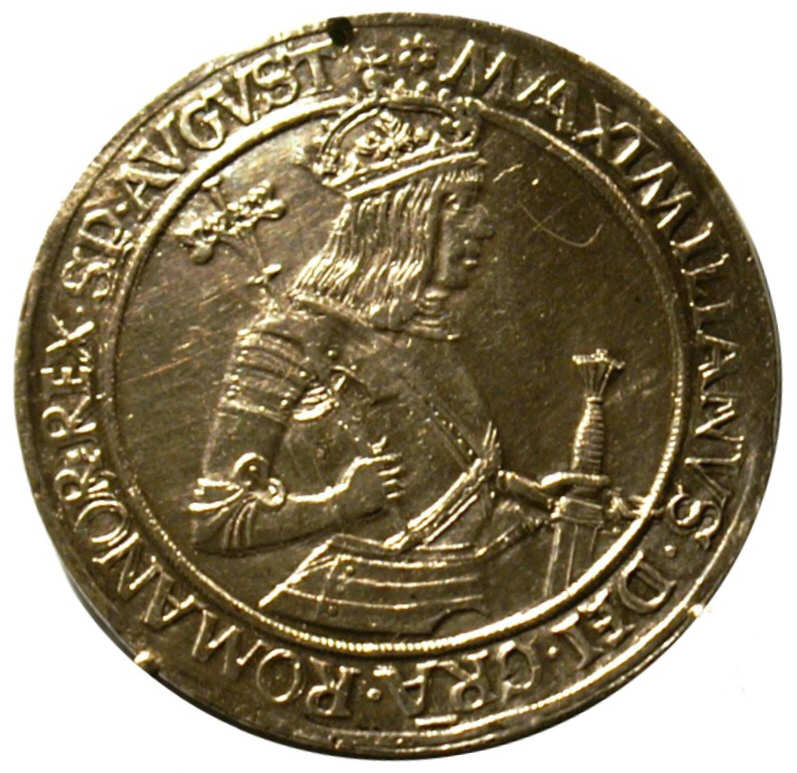
Münze: Kaiser Maximilian I.

Bairisch: „Host gnua Diridari fia den Schmarrn?“
Schriftdeutsch etwa: „Hast Du genug Geld für diesen Unsinn?“

## Diridari in Musik und Literatur
- Im Jahr 1988 traten Gerhard Polt, Dieter Hildebrandt und die Musiker der Biermösl Blosn mit dem Kabarettprogramm „Diridari“ an den Münchner Kammerspielen auf.
- Bei Ludwig Thoma wird der Begriff häufig erwähnt. Im Lustspiel Die kleine Verwandten meint der Oberaufseher Josef Bonholzer zu seinem Schwager, dem Regierungsrat Heinrich Häßler: „Und …, der Diridari spielt halt doch sozusag’n auch eine Rolle in der Poesie des Ehelebens.“
- Bei Oskar Maria Graf heißt es: „Habn’s keinen Diri-dari nicht?“ (Gelächter von außen).
- Die bayerische Mundart-HipHop-Kombo "Dicht & Ergreifend" veröffentlichen 2023 auf ihrem Album "Es werde Dicht" das Lied "Diridari".
- In ihrer 1990 veröffentlichten CD Jodelhorrormonstershow widmet die Biermösl Blosn mit dem Titel Credo dem Geldwesen ein – im Stil des gregorianischen Chorals gehaltenes – A-cappella-Singstück in ironisierendem Küchenlatein.